# Flybe
Flybe (Флайби) — британская авиакомпания, базируется в аэропорту Эксетера, Англия. Являлась крупнейшей независимой региональной авиакомпанией Европы, осуществляет рейсы по 150 маршрутам в 85 аэропортов. Крупнейшей базой авиакомпании является аэропорт Саутгемптона; у авиакомпании также есть базы за пределами Великобритании, на Нормандских островах и острове Мэн.
Компания имеет британскую лицензию типа A, которая разрешает перевозки пассажиров, груза и почты на самолётах вместимостью до 20 мест и более.

## История
Flybe начала работу с 1 ноября 1979 под названием Jersey European Airways, в 1983 году компания была приобретена Walker Steel Group Джека Волкера, которая уже владела базирующейся в Блэкпуле чартерной авиакомпанией Spacegrand Aviation. Обе авиакомпании стали работать с общим менеджментом, полное слияние произошло в 1985 под названием Jersey European. Авиакомпания сменила название на British European в июне 2000, а затем — на Flybe 18 июля 2002 и перестала позиционировать себя как компания с полным сервисом, став бюджетной авиакомпанией. 3 ноября 2006 было объявлено о слиянии Flybe и BA Connect, которая совершала рейсы в Лондон-Сити. Слияние состоялось в марте 2007. Авиакомпания принадлежит Rosedale Aviation Holdings (69 %), сотрудникам Flybe (16 %) и British Airways (15 %) в качестве компенсации за BA Connect. На январь 2008 штат компании составил 3,000.

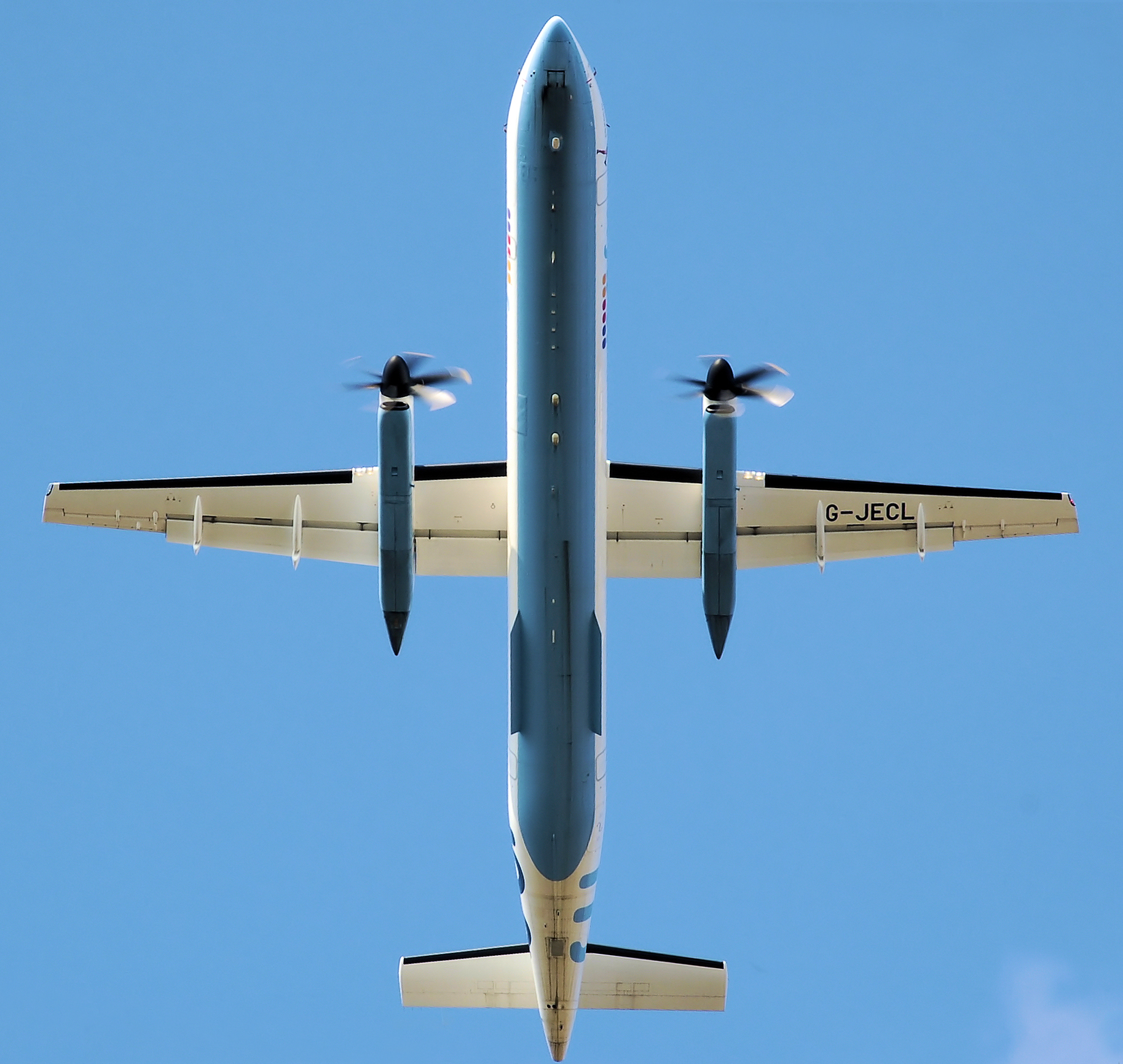
Bombardier Dash 8

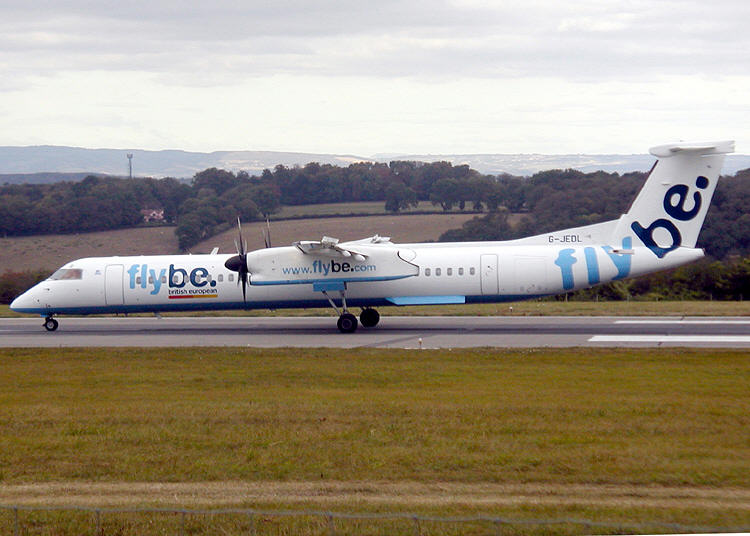
Bombardier Dash 8

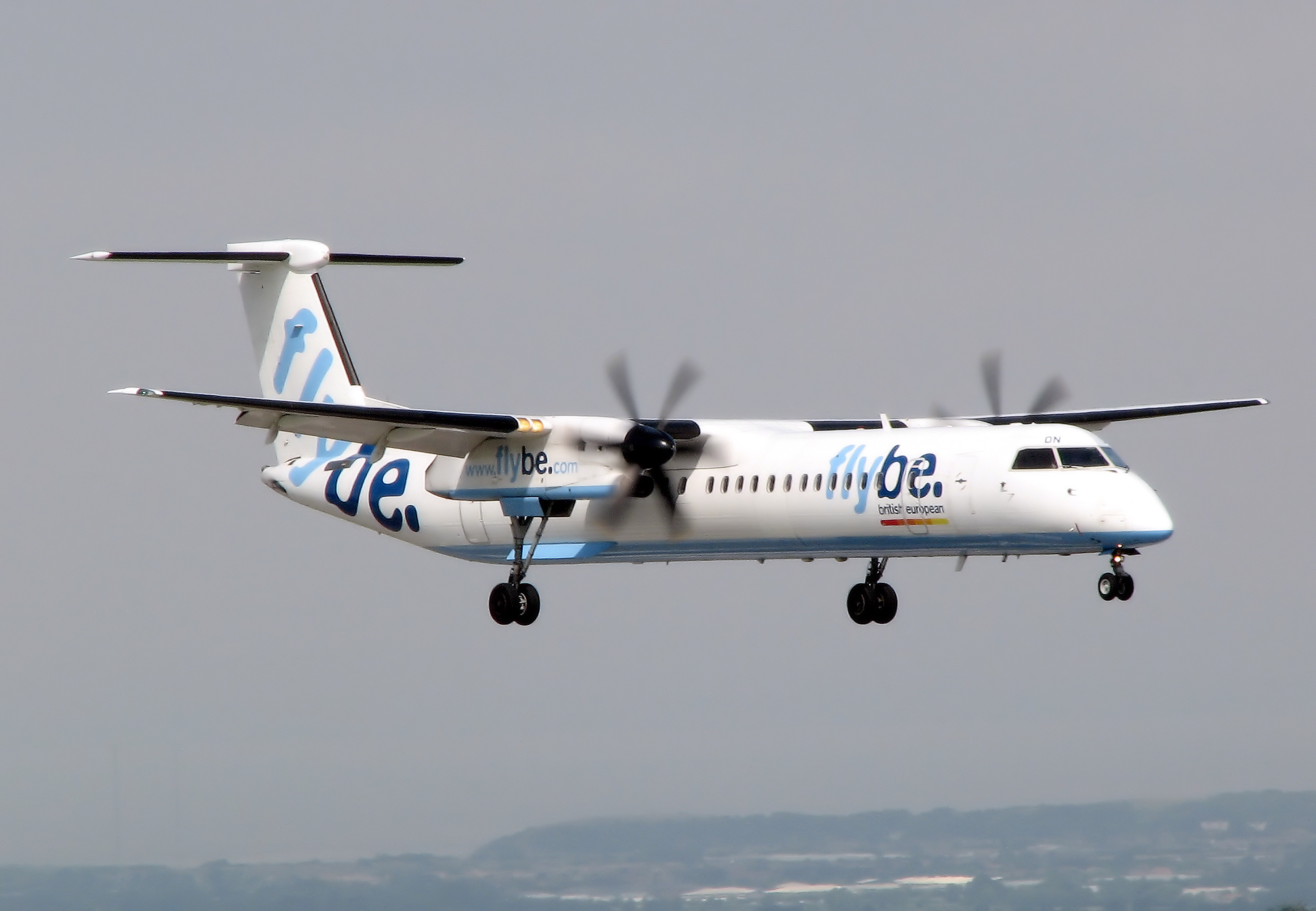
Dash 8

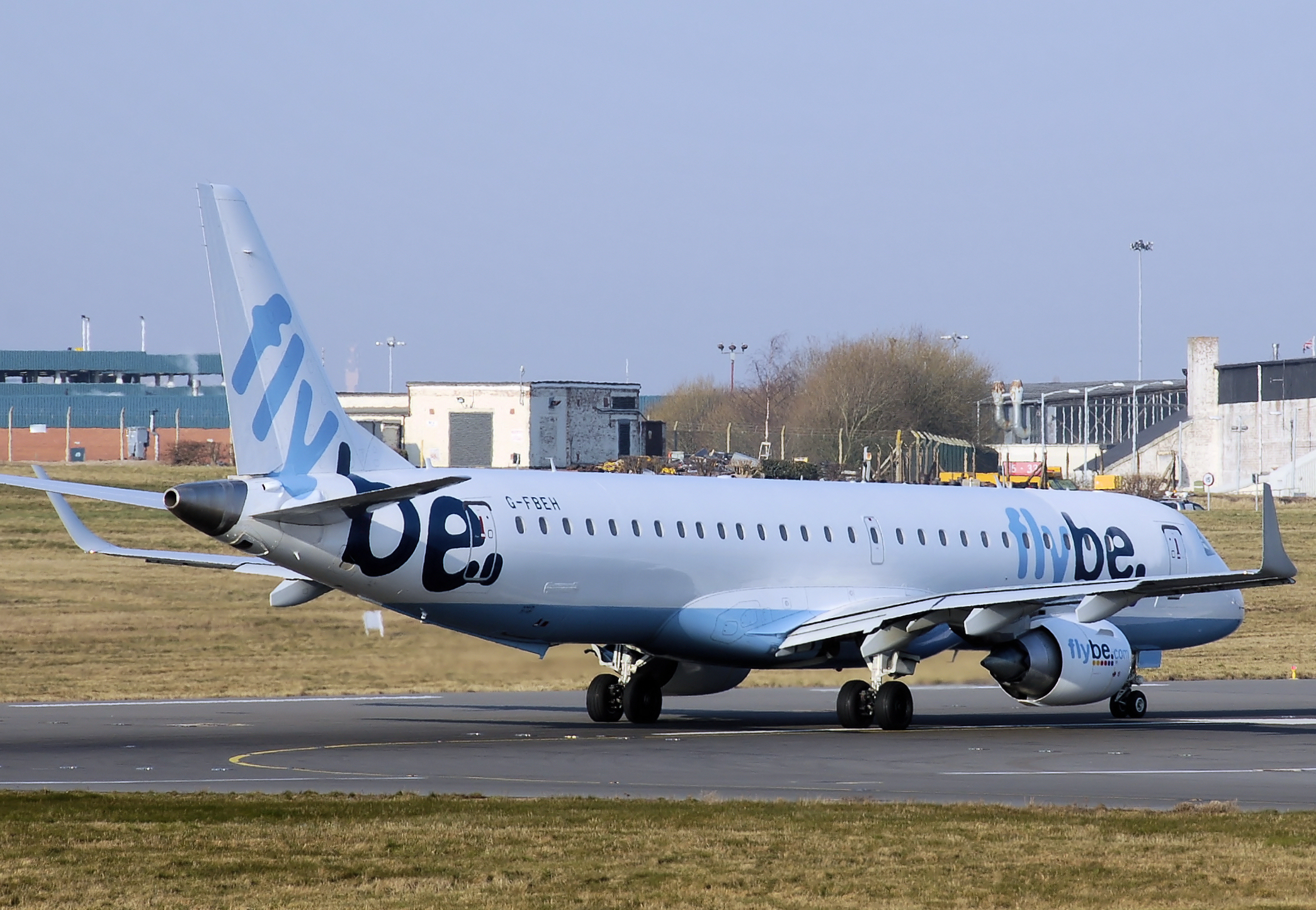
Embraer 195 в аэропорту Бирмингема, Англия

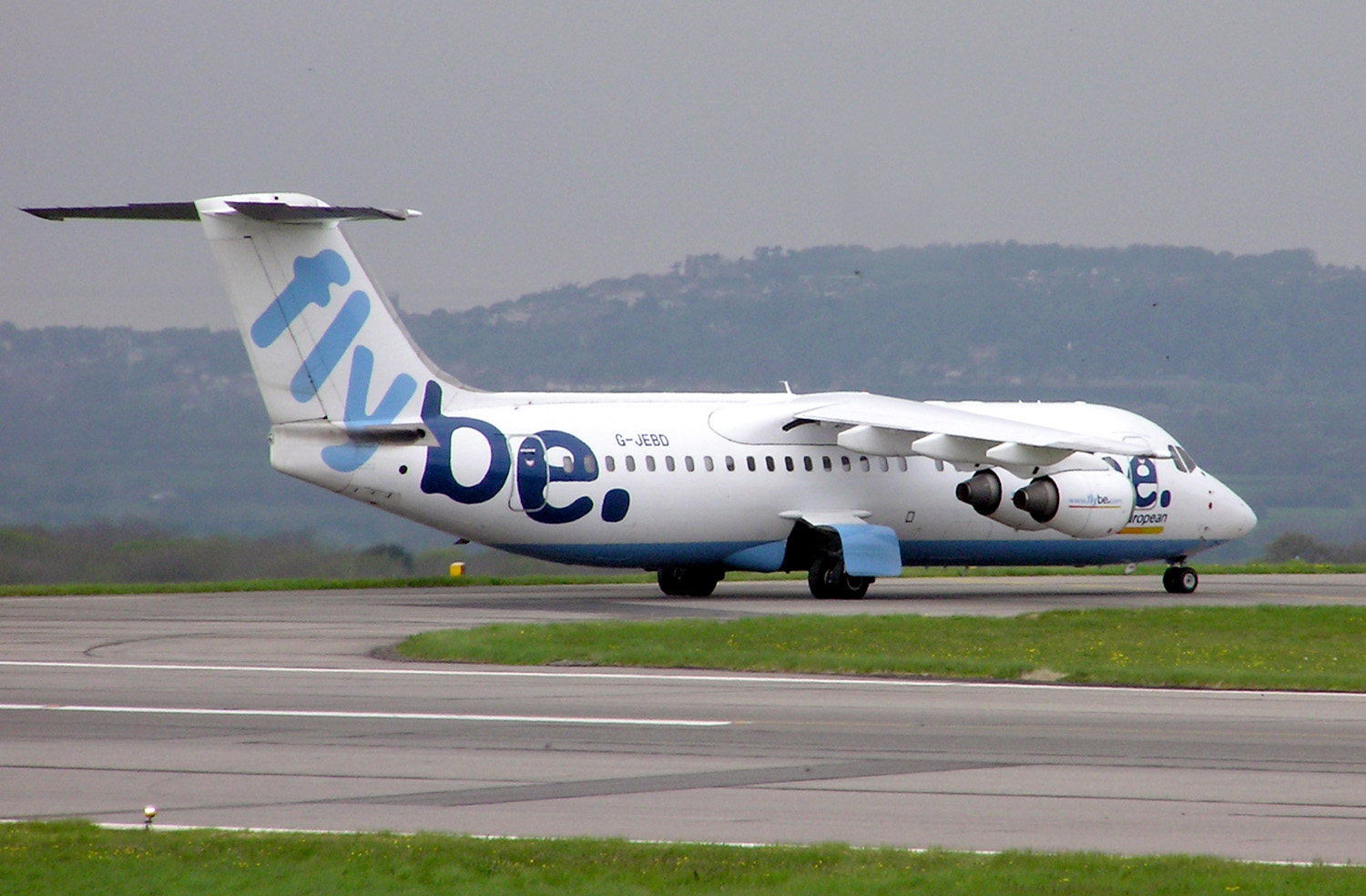
British Aerospace 146,был заменён в 2006 на Embraer 195

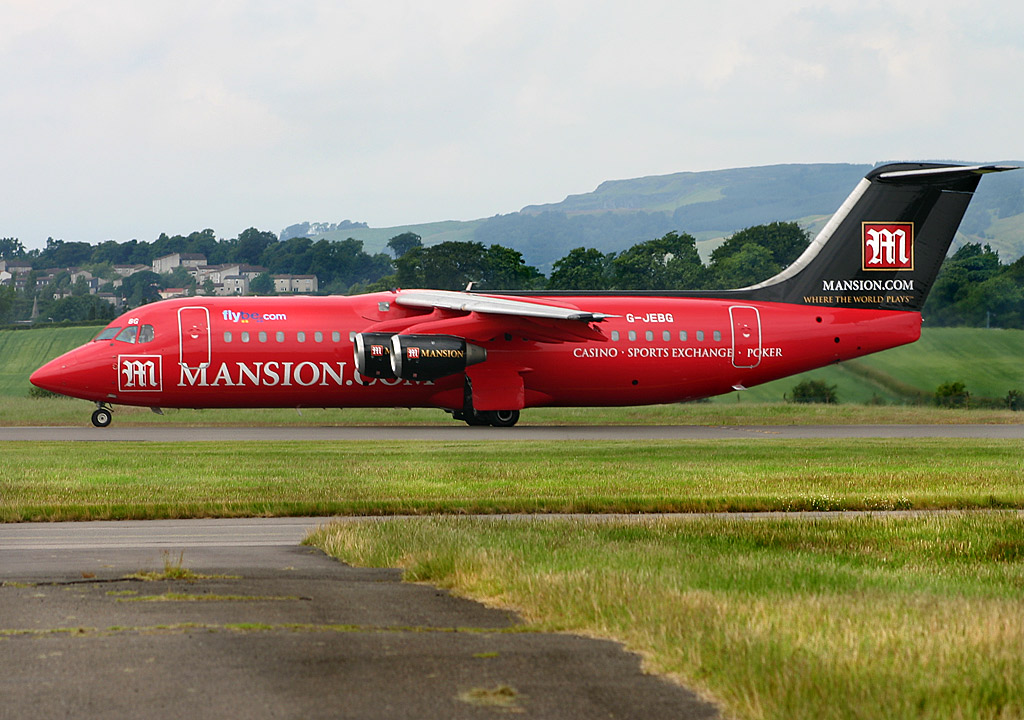
Bae 146 в цветах компании-рекламодателя. Международный аэропорт Глазго (2006)

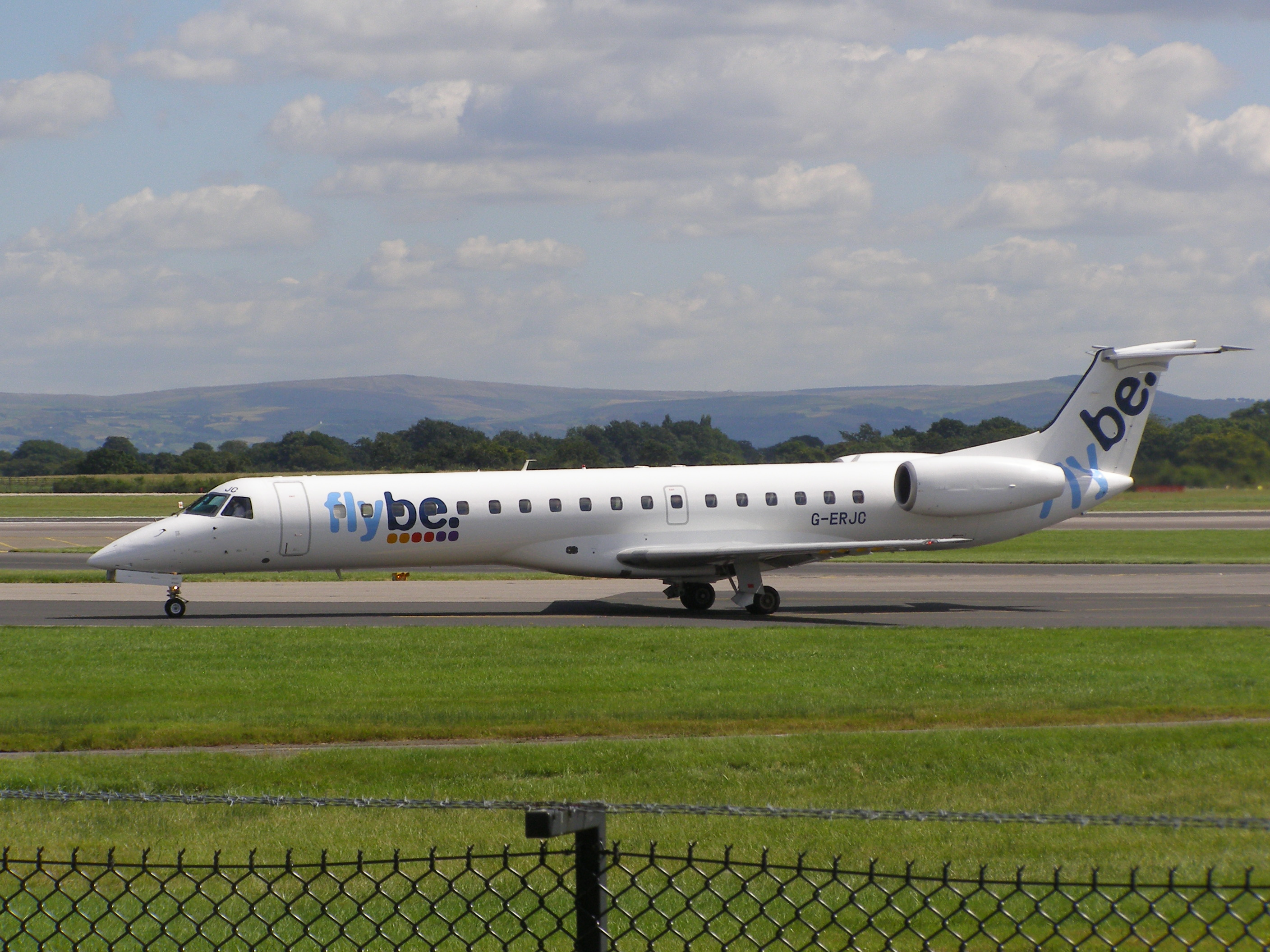
Embraer ERJ 145

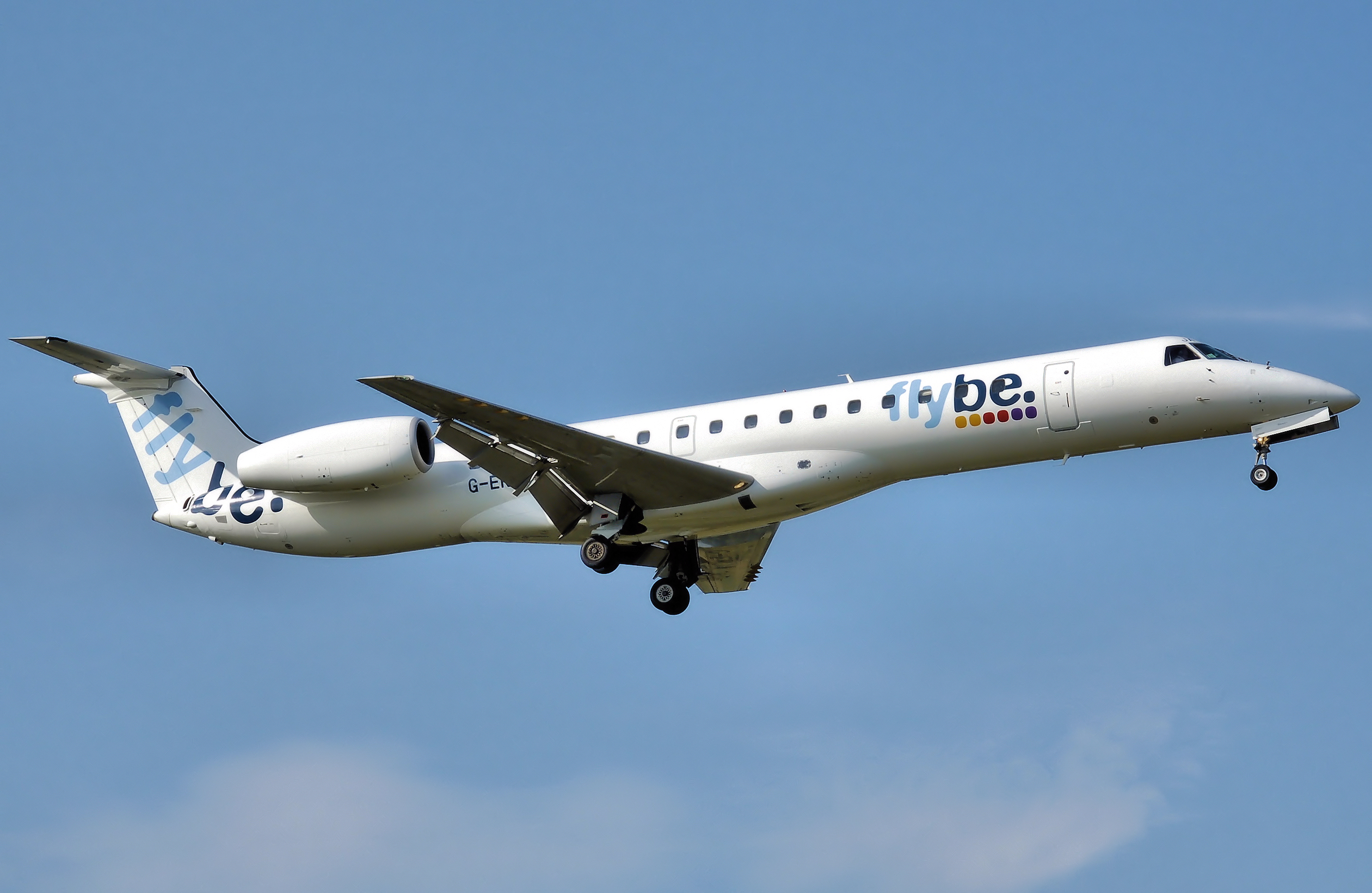
Embraer ERJ 145 приземляется

### Слияние с BA Connect
5 марта 2007 Flybe завершила слияние с региональной компанией, принадлежащей British Airways. Первое объявление о слиянии было сделано 3 ноября 2006. British Airways получили гарантии от Flybe на получение денежной компенсации (£96 млн фт. ст.) и передали ей флот BA Connect. В ответ British Airways стала владельцем доли 15 % в авиакомпании. Слияние (которое не включало рейсы BA Connect в Лондон-Сити, перешедшие к BA CityFlyer) значительно увеличило маршрутную сетку Flybe как в Великобритании, так и в континентальной Европе, сделав Flybe крупнейшей европейской региональной авиакомпанией.

### Франчайзинговое соглашение с Loganair
14 января 2008 было объявлено о подписании Flybe с шотландской авиакомпанией Loganair франчайзингового соглашения, которое начало действовать с 26 октября 2008, сразу после прекращения действия франчайзингового соглашения Loganair с British Airways.
Соглашение предусматривает перекраску самолётов Loganair в цвета Flybe на 55 маршрутах в Шотландии.

### Авария в аэропорту шотландского Абердина
В международном аэропорту шотландского Абердина (ABZ/EGPD) столкнулись два региональных самолёта: Bombardier Dash 8 Q400 (возможно б/н G-JECK) в цветах обанкротившейся а/к Flybe врезался в Embraer ERJ-145EP (б/н G-SAJS) а/к Longair. В самолетах не было пассажиров, и никто не погиб.

### Прекращение работы
В январе 2023 года Flybe отменила все рейсы и прекратила продажу билетов. Из 321 сотрудника были уволены 277. В компании введено внешнее управление.

## Назначения
Flybe обслуживает короткие рейсы в Великобритании, Ирландии и континентальной Европе.

## Флот
Флот Flybe по состоянию на июнь 2018 года:
| Самолёт         | Эксплуатируется | Заказано | Количество мест | Примечание                                           |
| --------------- | --------------- | -------- | --------------- | ---------------------------------------------------- |
| ATR 72-600      | 5               | —        | 70              | В эксплуатации у авиакомпаний Scandinavian Airlines. |
| Bombardier Q400 | 54              | —        | 78              |                                                      |
| Embraer 175     | 11              | 4        | 88              | Поставки до 2019 года.                               |
| Embraer 195     | 8               | —        | 118             | Эксплуатация будет прекращена до 2020 года.          |
| Всего           | 78              | 4        |                 |                                                      |

По состоянию на май 2008 средний возраст флота Flybe составлял 5.6 лет.

### Заказы
- 6 июня 2005 Flybe разместила заказ на 14 Embraer E-195 с опционом ещё на 12 самолётов. Flybe является одним из первых в мире заказчиков Embraer E-195. Доставка самолётов началась в сентябре 2006 и должна была завершиться в ноябре 2007. 1 сентября 2006 авиакомпания получила 118-местный Embraer E-195, став одним из первых покупателей этого самолёта. Новые самолёты должны заменить BAe 146, что является частью программы обновления парка, начатой в 2003 и предусматривающей также приобретение 61 Bombardier Dash 8 Q400 (41 заказано и опцион на 20).
- 14 июня 2005 Flybe использовала опцион на Bombardier Dash 8 Q400, чтобы увеличить количество самолётов этой модели.[13]
- В мае 2007 подписала соглашение о покупке 15 Bombardier Dash 8 Q400 стоимостью 394 млн долл. с опционом ещё на 15. Авиакомпания стала крупнейшим в мире оператором Q400 и планирует увеличить флот Q400 до 60[14].

### Продажа
Объявив о годовых результатах Flybe начала распродажу всех Embraer 145, унаследованных от BA Connect, а также продолжает продавать BAe 146. Целью такой политики является сокращение оперируемых авиакомпанией типов до двух (Dash 8 Q400 и Embraer 195) в 2009.

## Кодшеринговые соглашения
- Aer Lingus
- Air France
- Air India
- Alitalia
- British Airways
- Cathay Pacific
- Emirates
- Etihad Airways
- Finnair
- Virgin Atlantic
- Singapore Airlines

## Спонсорская поддержка
- 24 апреля 2006 Flybe объявила о трёхлетнем соглашении с футбольным клубом Southampton F.C.. Flybe также является спонсором футбольных клубов Exeter City F.C., Norwich City F.C. и Inverness Caledonian Thistle F.C.. Birmingham City F.C. объявил 13 апреля 2007 об окончании спонсорского соглашения с Flybe.